# Mooreastrandloper
De Mooreastrandloper (Prosobonia ellisi) is een uitgestorven vogel uit de familie Scolopacidae (strandlopers en snippen).

## Verspreiding en leefgebied
Deze soort was endemisch op Moorea, een eiland van de Genootschapseilanden,